# Siegfried Buback
Siegfried Buback (n. 3 ianuarie 1920, Wilsdruff, Germania; d. 7 aprilie 1977, Karlsruhe, Germania) a fost procurorul general al Germaniei de Vest, asasinat de grupul terorist Rote Armee Fraktion.